# John Imbrie
John Imbrie (* 4. Juli 1925 in Penn Yan, New York; † 13. Mai 2016 in Riverside, Rhode Island) war ein US-amerikanischer Geologe und Paläoklimatologe. Er gilt als einer der Begründer der Paläozeanographie und ist bekannt dafür, dass er Nachweise für astronomische Ursachen der Entstehung der Eiszeiten fand.
Imbrie wuchs im Staat New York auf und studierte am Coe College in Cedar Rapids und an der Princeton University (Bachelor 1948). Er machte 1949 seinen Master-Abschluss in Geologie an der Yale University und wurde dort 1951 promoviert. Danach war er an der Woods Hole Oceanographic Institution und ab 1952 Assistant Professor an der Columbia University, wo er radioaktive Datierungstechniken am Lamont Doherty Geological Observatory studierte. Er war schließlich Professor und Vorstand der Geologischen Fakultät an der Columbia University und seit 1967 Professor an der Brown University, zuletzt als Henry L. Doherty Professor of Oceanography.
1981 wurde er MacArthur Fellow. 1986 erhielt er die Maurice-Ewing-Medaille der American Geophysical Union und 1991 die William Twenhofel Medaille der Society for Sedimentary Geology. 1994 erhielt er die Wilbur Cross Medal. Er war Mitglied der National Academy of Sciences (1978), der American Geological Society, der American Academy of Arts and Sciences (1981), der American Philosophical Society und der American Meteorological Society. 1990 erhielt er die Leopold-von-Buch-Plakette. 
Während seiner Beteiligung (ab Ende der 1960er) Jahre am CLIMAP-Projekt fand er in Ozeansedimenten Bestätigung für die Milankovic-Theorie der Eiszeitentstehung. Dazu entwickelte er Computer-Methoden, die Wassertemperatur aus den Funden von Foraminiferen und anderen Fossilien in den Sedimenten zu bestimmen.  2003 erhielt er dafür die Milutin Milankovic Medaille der European Geophysical Society (EGS).

## Schriften
- mit Katherine Palmer Imbrie Ice ages- solving the mystery, Enslow Publishing 1979, Harvard University Press 1986 (geschrieben mit seiner Tochter)
- mit Norman D. Newell: Approaches to Paleoecology, Wiley 1964